# أجوفرين
الجَعفَرِين أو (نقحرة: أجوفرين) (بالإنجليزية: Ajofrín)‏ هي بلدية ومدينة في منطقة الحكم الذاتي قشتالة والمنشف وتقع في مقاطعة طليطلة في وسط إسبانيا. تبلغ مساحة هذه المدينة 35 (كم²)، ويبلغ عدد سكانها 2328 نسمة حسب إحصاء المعهد الوطني الإسباني سنة 2008 م.